# Parigi-Nizza 1965
La Parigi-Nizza 1965, ventitreesima edizione della corsa, si svolse dal 9 al 16 marzo su un percorso di 1 295 km ripartiti in otto tappe (la terza e la sesta suddivise in due semitappe). Fu vinta dal francese Jacques Anquetil, al suo quarto successo in questa competizione, davanti al tedesco Rudi Altig, che era giunto secondo anche nel 1963, e all'italiano Italo Zilioli.

## Tappe
| Tappa  | Data     | Percorso                                                  | km   | Vincitore di tappa    | Leader cl. generale |
| ------ | -------- | --------------------------------------------------------- | ---- | --------------------- | ------------------- |
| 1ª     | 9 marzo  | Melun > Troyes                                            | 156  | Rudi Altig            | Rudi Altig          |
| 2ª     | 10 marzo | Troyes > Château-Chinon                                   | 177  | Willy Bocklant        | Rudi Altig          |
| 3ª-1ª  | 11 marzo | Château-Chinon > Montceau-les-Mines                       | 103  | Jan Janssen           | Italo Zilioli       |
| 3ª-2ª  | 11 marzo | Montceau-les-Mines > Montceau-les-Mines (cron. a squadre) | 19   | Televizier            | Jacques Anquetil    |
| 4ª     | 12 marzo | Montceau-les-Mines > Saint-Étienne                        | 175  | Rudi Altig            | Jacques Anquetil    |
| 5ª     | 13 marzo | Bourg-Argental > Bollène                                  | 144  | Willy Vannitsen       | Jacques Anquetil    |
| 6ª-1ª  | 14 marzo | Pont-Saint-Esprit > Bagnols-sur-Cèze (cron. individuale)  | 33   | Jacques Anquetil      | Jacques Anquetil    |
| 6ª-2ª  | 14 marzo | Bagnols-sur-Cèze > Marsiglia                              | 166  | Rudi Altig            | Jacques Anquetil    |
| 7ª     | 15 marzo | Marsiglia > Draguignan                                    | 180  | Georges Vanconingsloo | Jacques Anquetil    |
| 8ª     | 16 marzo | Draguignan > Nizza                                        | 146  | Jos Spruyt            | Jacques Anquetil    |
| Totale | Totale   | Totale                                                    | 1300 |                       |                     |

## Dettagli delle tappe

### 1ª tappa
- 9 marzo: Melun > Troyes – 156 km

| Pos. | Corridore      | Squadra    | Tempo    |
| ---- | -------------- | ---------- | -------- |
| 1    | Rudi Altig     | Margnat    | 4h02'20" |
| 2    | Leo van Dongen | Televizier | s.t.     |
| 3    | Italo Zilioli  | Sanson     | s.t.     |

| Pos. | Corridore  | Squadra | Tempo |
| ---- | ---------- | ------- | ----- |
| 1    | Rudi Altig | Margnat |       |

### 2ª tappa
- 10 marzo: Troyes > Château-Chinon – 177 km

| Pos. | Corridore      | Squadra  | Tempo    |
| ---- | -------------- | -------- | -------- |
| 1    | Willy Bocklant | Flandria | 5h07'46" |
| 2    | Gianni Motta   | Molteni  | s.t.     |
| 3    | Jan Janssen    | Pelforth | s.t.     |

| Pos. | Corridore  | Squadra | Tempo |
| ---- | ---------- | ------- | ----- |
| 1    | Rudi Altig | Margnat |       |

### 3ª tappa - 1ª semitappa
- 11 marzo: Château-Chinon > Montceau-les-Mines – 103 km

| Pos. | Corridore     | Squadra  | Tempo    |
| ---- | ------------- | -------- | -------- |
| 1    | Jan Janssen   | Pelforth | 3h15'28" |
| 2    | Italo Zilioli | Sanson   | s.t.     |
| 3    | Gianni Motta  | Molteni  | s.t.     |

| Pos. | Corridore     | Squadra | Tempo |
| ---- | ------------- | ------- | ----- |
| 1    | Italo Zilioli | Sanson  |       |

### 3ª tappa - 2ª semitappa
- 11 marzo: Montceau-les-Mines > Montceau-les-Mines (cron. a squadre) – 19 km

| Pos. | Squadra                  | Tempo  |
| ---- | ------------------------ | ------ |
| 1    | Televizier               | 22'56" |
| 2    | Pelforth-Sauvage-Lejeune | a 1"   |
| 3    | Flandria-Roméo           | a 7"   |

| Pos. | Corridore        | Squadra     | Tempo |
| ---- | ---------------- | ----------- | ----- |
| 1    | Jacques Anquetil | Ford France |       |

### 4ª tappa
- 12 marzo: Montceau-les-Mines > Saint-Étienne – 175 km

| Pos. | Corridore   | Squadra    | Tempo    |
| ---- | ----------- | ---------- | -------- |
| 1    | Rudi Altig  | Margnat    | 5h06'01" |
| 2    | Jo de Haan  | Televizier | s.t.     |
| 3    | Jan Janssen | Pelforth   | s.t.     |

| Pos. | Corridore        | Squadra     | Tempo |
| ---- | ---------------- | ----------- | ----- |
| 1    | Jacques Anquetil | Ford France |       |

### 5ª tappa
- 13 marzo: Bourg-Argental > Bollène – 144 km

| Pos. | Corridore       | Squadra     | Tempo    |
| ---- | --------------- | ----------- | -------- |
| 1    | Willy Vannitsen | Ford France | 5h46'20" |
| 2    | Cor Schuuring   | Pelforth    | s.t.     |
| 3    | Yvo Molenaers   | Flandria    | s.t.     |

| Pos. | Corridore        | Squadra     | Tempo |
| ---- | ---------------- | ----------- | ----- |
| 1    | Jacques Anquetil | Ford France |       |

### 6ª tappa - 1ª semitappa
- 14 marzo: Pont-Saint-Esprit > Bagnols-sur-Cèze (cron. individuale) – 33 km

| Pos. | Corridore        | Squadra     | Tempo  |
| ---- | ---------------- | ----------- | ------ |
| 1    | Jacques Anquetil | Ford France | 40'04" |
| 2    | Rudi Altig       | Margnat     | a 33"  |
| 3    | Raymond Poulidor | Mercier     | a 42"  |

| Pos. | Corridore        | Squadra     | Tempo |
| ---- | ---------------- | ----------- | ----- |
| 1    | Jacques Anquetil | Ford France |       |

### 6ª tappa - 2ª semitappa
- 14 marzo: Bagnols-sur-Cèze > Marsiglia – 166 km

| Pos. | Corridore          | Squadra | Tempo    |
| ---- | ------------------ | ------- | -------- |
| 1    | Rudi Altig         | Margnat | 4h46'23" |
| 2    | Frans Melckenbeeck | Mercier | s.t.     |
| 3    | Michele Dancelli   | Molteni | s.t.     |

| Pos. | Corridore        | Squadra     | Tempo |
| ---- | ---------------- | ----------- | ----- |
| 1    | Jacques Anquetil | Ford France |       |

### 7ª tappa
- 15 marzo: Marsiglia > Draguignan – 180 km

| Pos. | Corridore             | Squadra | Tempo    |
| ---- | --------------------- | ------- | -------- |
| 1    | Georges Vanconingsloo | Peugeot | 5h19'09" |
| 2    | Michele Dancelli      | Molteni | s.t.     |
| 3    | Italo Zilioli         | Sanson  | s.t.     |

| Pos. | Corridore        | Squadra     | Tempo |
| ---- | ---------------- | ----------- | ----- |
| 1    | Jacques Anquetil | Ford France |       |

### 8ª tappa
- 16 marzo: Draguignan > Nizza – 146 km

| Pos. | Corridore      | Squadra    | Tempo    |
| ---- | -------------- | ---------- | -------- |
| 1    | Jos Spruyt     | Mercier    | 3h44'14" |
| 2    | Cees van Espen | Televizier | a 33"    |
| 3    | Jo de Haan     | Televizier | a 47"    |

| Pos. | Corridore        | Squadra     | Tempo   |
| ---- | ---------------- | ----------- | ------- |
| 1    | Jacques Anquetil | Ford France |         |
| 2    | Rudi Altig       | Margnat     | a 2'18" |
| 3    | Italo Zilioli    | Sanson      | a 2'56" |

## Classifiche finali

### Classifica generale
| Pos. | Corridore        | Squadra     | Tempo   |
| ---- | ---------------- | ----------- | ------- |
| 1    | Jacques Anquetil | Ford France |         |
| 2    | Rudi Altig       | Margnat     | a 2'18" |
| 3    | Italo Zilioli    | Sanson      | a 2'56" |
| 4    | Raymond Poulidor | Mercier-BP  | a 3'51" |
| 5    | Jan Janssen      | Pelforth    | a 4'10" |
| 6    | Arie den Hartog  | Ford France | a 4'19" |
| 7    | Hans Junkermann  | Margnat     | a 4'57" |
| 8    | Gianni Motta     | Molteni     | a 5'13" |
| 9    | Michel Nédélec   | Peugeot-BP  | a 6'24" |
| 10   | Cees Haast       | Televizier  | a 6'58" |